# Donte DiVincenzo
Donte DiVincenzo (Newark, 1997. január 31. –) NBA-, és NCAA-bajnok amerikai kosárlabdázó, legutóbb a Minnesota Timberwolves játékosa a National Basketball Associationben (NBA).
Egyetemen a Villanova Wildcats játékosa volt, ahol országos bajnok lett 2016-ban és 2018-ban is, az utóbbi szezonban a Final Four legkiemelkedőbb játékosának nevezték. A 2018-as NBA-draft során a 17. helyen választotta a Milwaukee Bucks, itt is nyerte meg első bajnoki címét 2021-ben, annak ellenére, hogy sérülés miatt ki kellett hagynia a rájátszás egy részét. 2022-ben a Sacramento Kings csapatába küldték, ahonnan még abban az évben távozott, leszerződtette a Golden State Warriors. 2024-ben Minnesotába szerződött, a Karl-Anthony Towns-cserében.

## Statisztika

### Egyetem
| Év        | Csapat             | JM | KM | JP/M | MG%  | 3P%  | BD%  | LP/M | GP/M | L/M | B/M | P/M  |
| --------- | ------------------ | -- | -- | ---- | ---- | ---- | ---- | ---- | ---- | --- | --- | ---- |
| 2015–2016 | Villanova Wildcats | 9  | 1  | 8,2  | .286 | .176 | —    | 1,8  | 0,4  | 0,4 | 0,0 | 1,7  |
| 2016–2017 | Villanova Wildcats | 36 | 1  | 25,5 | .466 | .365 | .699 | 3,8  | 1,7  | 0,9 | 0,3 | 8,8  |
| 2017–2018 | Villanova Wildcats | 40 | 10 | 29,3 | .481 | .401 | .710 | 4,8  | 3,5  | 1,1 | 0,2 | 13,4 |
| Karrier   | Karrier            | 85 | 12 | 25,4 | .469 | .378 | .705 | 4,0  | 2,4  | 0,9 | 0,2 | 10,2 |

### NBA

#### Alapszakasz
| Év         | Csapat                 | JM  | KM  | JP/M | MG%  | 3P%  | BD%  | LP/M | GP/M | L/M | B/M | P/M  |
| ---------- | ---------------------- | --- | --- | ---- | ---- | ---- | ---- | ---- | ---- | --- | --- | ---- |
| 2018–2019  | Milwaukee Bucks        | 27  | 0   | 15,2 | .403 | .265 | .750 | 2,4  | 1,1  | 0,5 | 0,2 | 4,9  |
| 2019–2020  | Milwaukee Bucks        | 66  | 24  | 23,0 | .455 | .336 | .733 | 4,8  | 2,3  | 1,3 | 0,3 | 9,2  |
| 2020–2021† | Milwaukee Bucks        | 66  | 66  | 27,5 | .420 | .379 | .718 | 5,8  | 3,1  | 1,1 | 0,2 | 10,4 |
| 2021–2022  | Milwaukee Bucks        | 17  | 0   | 20,1 | .331 | .284 | .852 | 3,5  | 1,7  | 0,6 | 0,2 | 7,2  |
| 2021–2022  | Sacramento Kings       | 25  | 1   | 26,6 | .362 | .368 | .839 | 4,4  | 3,6  | 1,5 | 0,2 | 10,3 |
| 2022–2023  | Golden State Warriors  | 72  | 36  | 26,3 | .435 | .397 | .817 | 4,5  | 3,5  | 1,3 | 0,1 | 9,4  |
| 2023–2024  | New York Knicks        | 81  | 63  | 29,1 | .443 | .401 | .754 | 3,7  | 2,7  | 1,3 | 0,4 | 15,5 |
| 2024–2025  | Minnesota Timberwolves | 62  | 10  | 25,9 | .422 | .397 | .778 | 3,7  | 3,6  | 1,2 | 0,3 | 11,7 |
| Karrier    | Karrier                | 416 | 200 | 25,5 | .427 | .380 | .772 | 4,3  | 2,9  | 1,2 | 0,3 | 10,7 |

#### Rájátszás
| Év      | Csapat                | JM | KM | JP/M | MG%  | 3P%  | BD%  | LP/M | GP/M | L/M | B/M | P/M  |
| ------- | --------------------- | -- | -- | ---- | ---- | ---- | ---- | ---- | ---- | --- | --- | ---- |
| 2020    | Milwaukee Bucks       | 10 | 1  | 16,5 | .451 | .333 | .650 | 3,2  | 1,2  | 0,7 | 0,3 | 6,6  |
| 2021†   | Milwaukee Bucks       | 3  | 3  | 23,3 | .188 | .167 | .000 | 6,3  | 2,7  | 1,0 | 0,3 | 2,7  |
| 2023    | Golden State Warriors | 13 | 1  | 18,1 | .375 | .341 | .667 | 3,0  | 2,8  | 0,8 | 0,2 | 5,5  |
| 2024    | New York Knicks       | 13 | 13 | 35,8 | .419 | .425 | .867 | 4,0  | 2,6  | 1,2 | 0,9 | 17,8 |
| Karrier | Karrier               | 39 | 18 | 14,0 | .404 | .377 | .758 | 3,6  | 2,3  | 0,9 | 0,5 | 9,6  |